# Équipe de Thaïlande des moins de 17 ans de football
Maillots
L'équipe de Thaïlande des moins de 17 ans est une sélection de joueurs de moins de 17 ans au début des deux années de compétition placée sous la responsabilité de la Fédération de Thaïlande de football. Elle a remporté une fois la Coupe d'Asie des nations des moins de 16 ans et participa deux fois à la Coupe du monde de football des moins de 17 ans.

## Parcours en Coupe d'Asie des nations de football des moins de 16 ans
- 1985 : 4e
- 1986 : Non qualifiée
- 1988 : 1er tour
- 1990 : Non qualifiée
- 1992 : 1er tour
- 1994 : Non qualifiée
- 1996 :  Finaliste
- 1998 :  Vainqueur
- 2000 : 1er tour
- 2002 : Non inscrite
- 2004 : 1er tour
- 2006 : Non qualifiée
- 2008 : Non qualifiée
- 2010 : Non qualifiée
- 2012 : 1er tour
- 2014 : 1er tour
- 2016 : 1er tour
- 2018 : 1er tour
- 2023 : À venir

## Parcours en Coupe du monde des moins de 17 ans
- 1985 : Non qualifiée
- 1987 : Non qualifiée
- 1989 : Non qualifiée
- 1991 : Non qualifiée
- 1993 : Non qualifiée
- 1995 : Non qualifiée
- 1997 : 1er tour
- 1999 : 1er tour
- 2001 : Non qualifiée
- 2003 : Non inscrite
- 2005 : Non qualifiée
- 2007 : Non qualifiée
- 2009 : Non qualifiée
- 2011 : Non qualifiée
- 2013 : Non qualifiée
- 2015 : Non qualifiée
- 2017 : Non qualifiée
- 2019 : Non qualifiée
- 2023 : À venir

## Palmarès
- Championnat d'Asie de football des moins de 16 ans
  - Vainqueur en 1998
  - Finaliste en 1996
- Championnat d'Asie du Sud-Est de football des moins de 16 ans
  - Vainqueur en 2007, en 2011 et en 2015

## Anciens joueurs
- Teeratep Winothai
- Suree Sukha
- Bamrung Boonprom
- Sutee Suksomkit
- Watcharapong Klahan